# Llenguatge de programació G
El llenguatge de programació G, codi G, en anglès G-code, també conegut com a RS-274, és el nom que habitualment rep el llenguatge de programació més usat en control numèric i amb implementacions com Siemens Sinumeric, FANUC, Haas, Heidenhain o Mazak. És usat principalment en automatització i forma part de l'enginyeria assistida per ordinador. Genera arxius amb extensió .gcode.